# مايكي نجومبو
مايكي نجومبو (31 مارس 1995 بلييج في بلجيكا - ) هو لاعب كرة قدم بلجيكي في مركز الهجوم. شارك مع منتخب بلجيكا تحت 21 سنة لكرة القدم. أما مع النوادي، فقد لعب مع رودا ياي سي.

## وصلات خارجية
- مايكي نجومبو على موقع الاتحاد الأوربي (الإنجليزية)
- مايكي نجومبو على موقع الاتحاد البلجيكي (الإنجليزية)
- مايكي نجومبو على موقع Soccerway.com (الإنجليزية)
- مايكي نجومبو على موقع عالم كرة القدم.نت (الإنجليزية)